# عبدالرحمان حشود
عبدالرحمان حشود (عربی: عبد الرحمن حشود؛ زادهٔ ۲ ژوئیهٔ ۱۹۸۸) بازیکن فوتبال اهل الجزایر است.
از باشگاه‌هایی که در آن بازی کرده‌است می‌توان به باشگاه فوتبال وفاق سطیف و باشگاه فوتبال مولودیه الجزایر اشاره کرد.
وی همچنین در تیم‌های ملی فوتبال الجزایر بازی کرده‌است.